# Parc d'État de Slide Rock
Slide Rock State Park est un Parc d'Etat de l'Arizona situé à Oak Creek Canyon à 11 km au nord de Sedona, Arizona. Il tire son nom d'un toboggan naturel formé par le lit glissant de l'Oak Creek. Slide Rock State Park est situé sur les terres de la forêt nationale de Coconino et est cogéré par l'agence des parcs d'État de l'Arizona et le United States Forest Service. De hautes formations rocheuses rouges typiques de la région entourent également le parc, qui a une surface de 17 hectares. 

## Histoire et description
Le terrain a été exploité pour la première fois par Frank L. Pendley, qui est arrivé dans le canyon en 1907 et a acquis le titre de propriété en vertu du Homestead Act en 1910. Pendley a développé un système d'irrigation (qui est toujours utilisé aujourd'hui) et a planté un verger de pommiers en 1912. L'État a achevé une route à travers le canyon en 1914, et Pendley a construit des chalets touristiques rustiques en 1933 qui survivent en partie aujourd'hui. Plusieurs films ont été tournés dans la région: Angel and the Badman (1946), Broken Arrow (1950), Drum Beat (1954) et Gun Fury (1953). 
Le parc a été acheté par Arizona State Parks à la Arizona Parklands Foundation le 10 juillet 1985 et officiellement nommé Slide Rock State Park en octobre 1987. Le district historique de Pendley Homestead a été accepté au registre national des lieux historiques le 23 décembre 1991. La ferme de pommiers est l'une des rares fermes encore préservées à Oak Creek Canyon. 

## Galerie

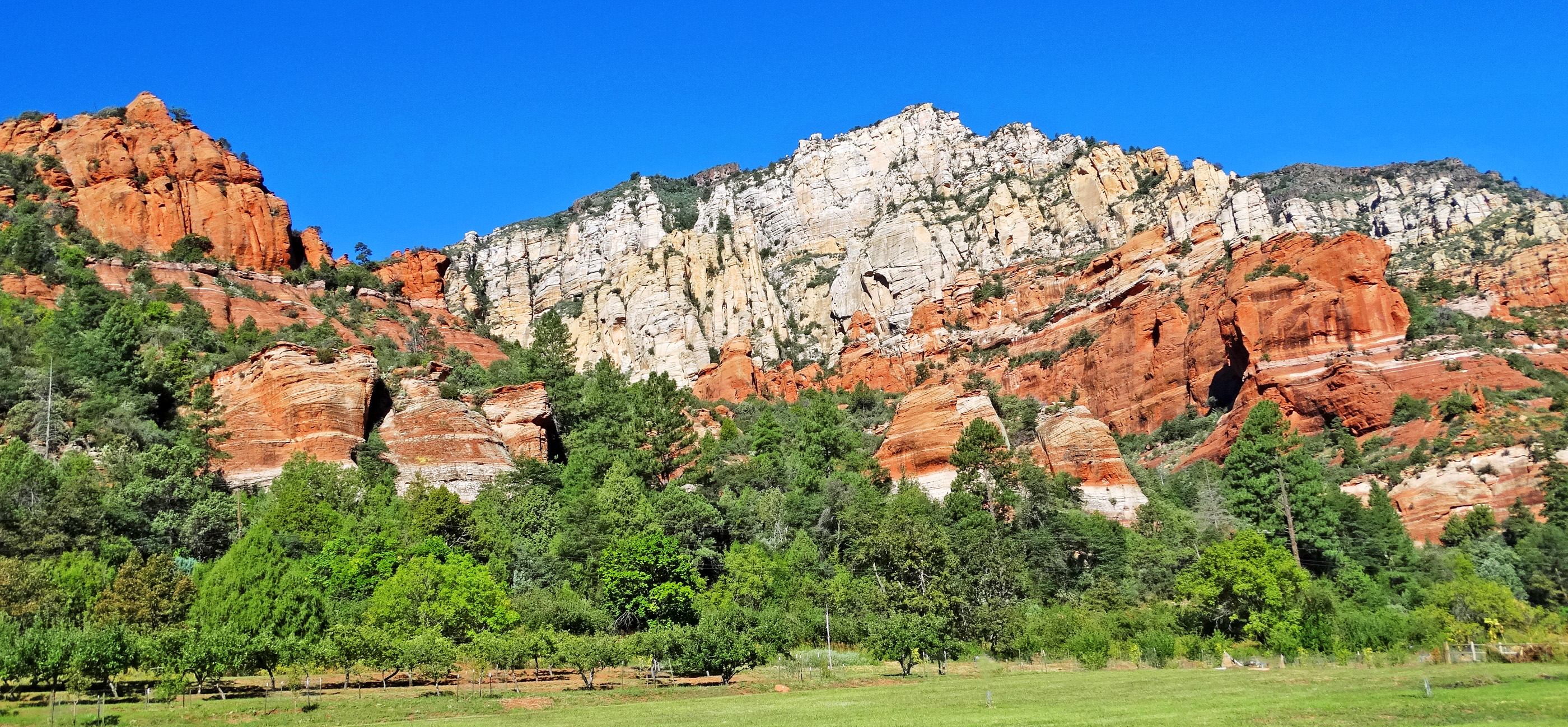
Oak Creek Canyon
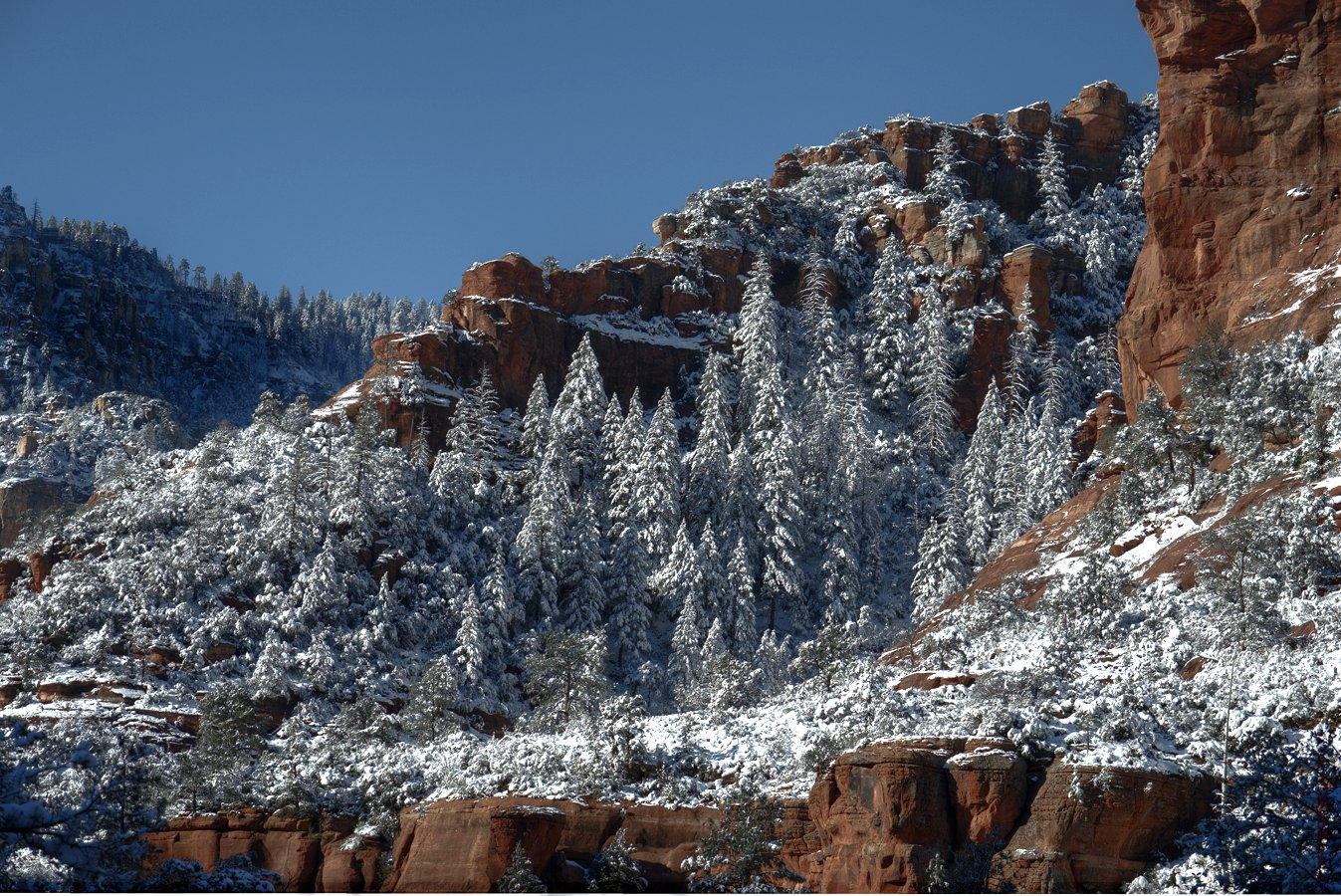
Slide Rock State Park pendant l'hiver 2011
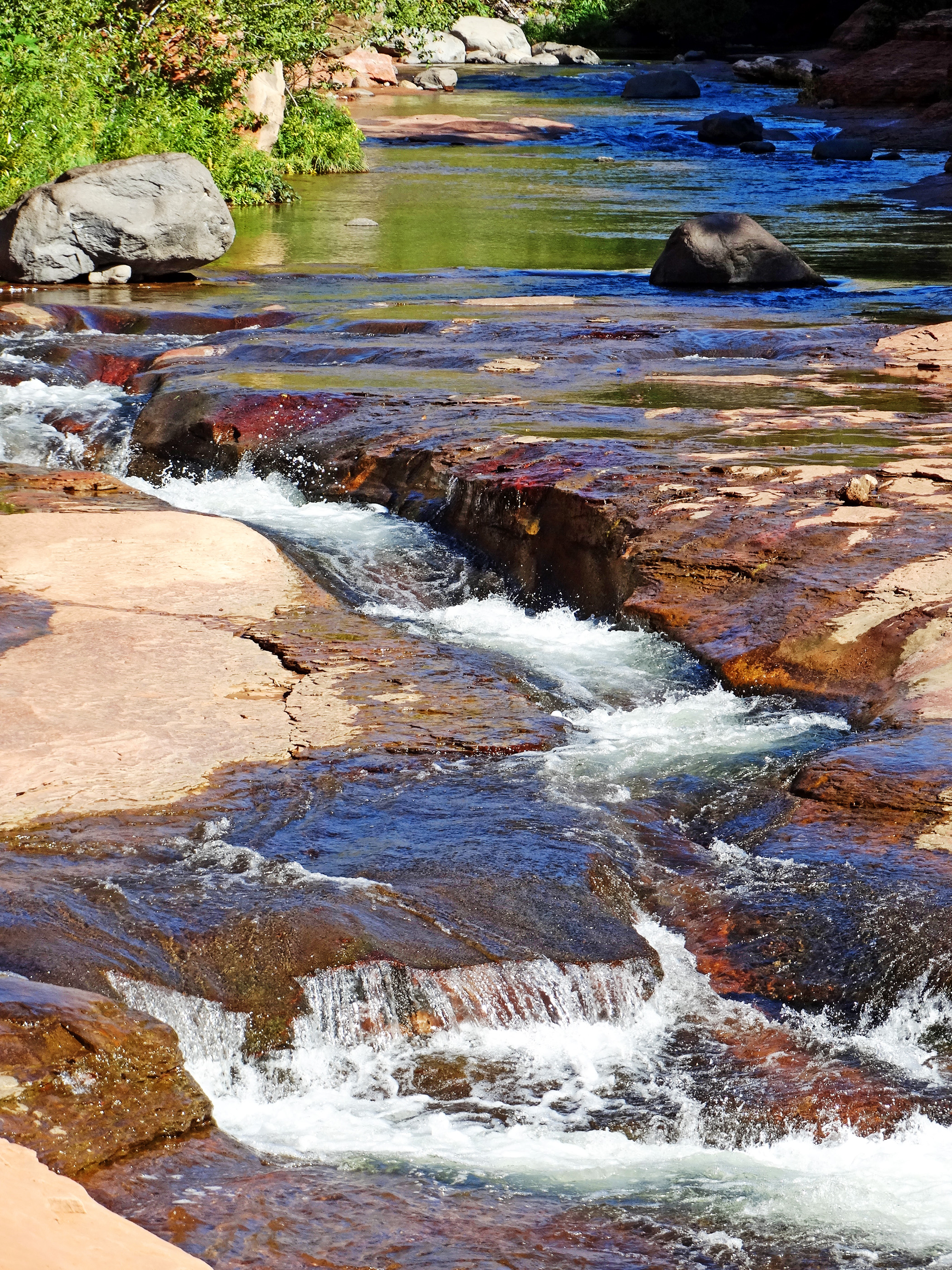
Cascades d'Oak Creek
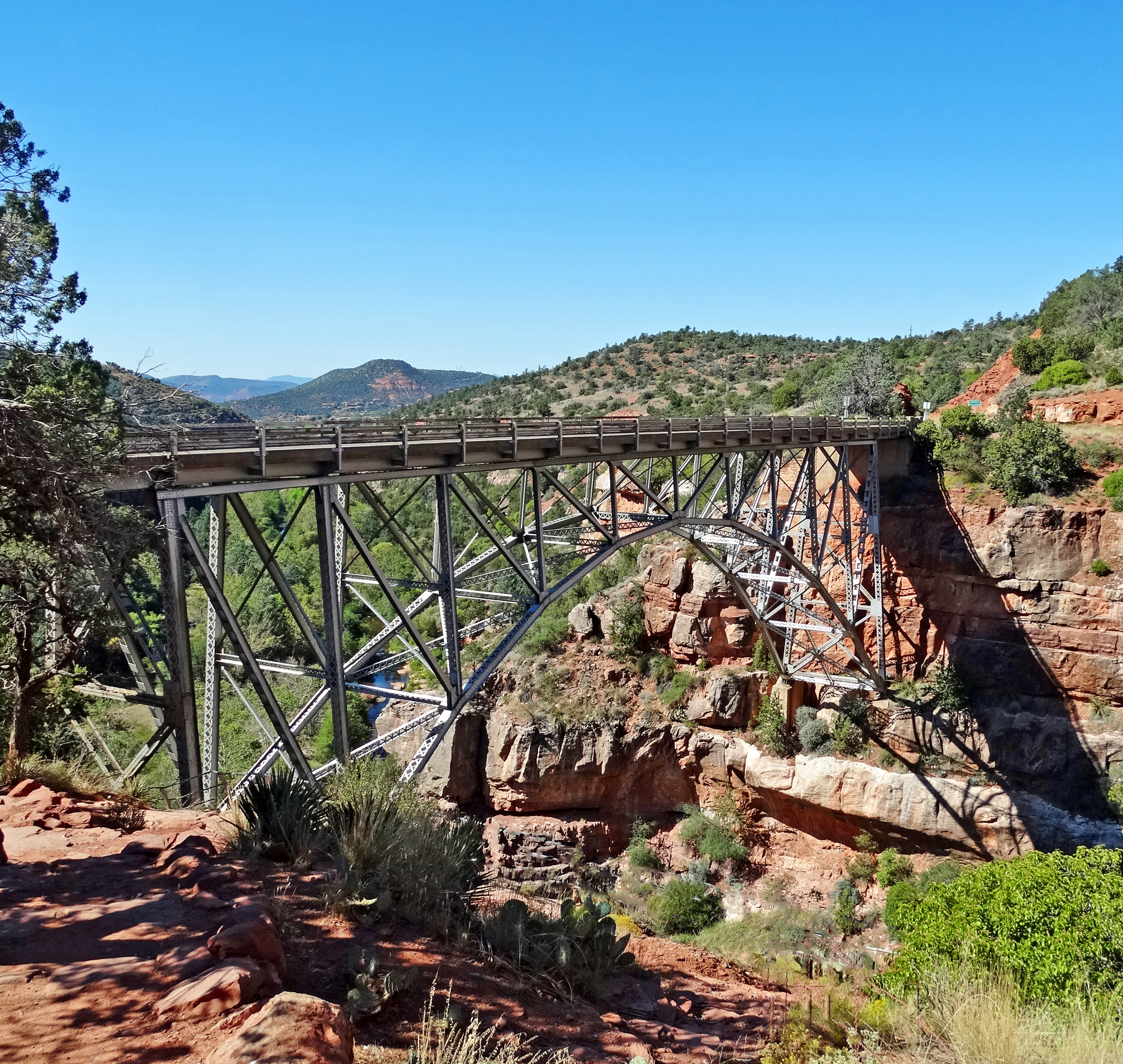
Pont de Midgley